# Bourreria domingensis
Bourreria domingensis är en strävbladig växtart som först beskrevs av Dc., och fick sitt nu gällande namn av August Heinrich Rudolf Grisebach. Bourreria domingensis ingår i släktet Bourreria och familjen strävbladiga växter. Inga underarter finns listade i Catalogue of Life.